# Shine (Frida-album)
A Shine című album a svéd Anni-Frid Lyngstad 4. stúdióalbuma, és a második angol nyelvű szólóalbuma, melyet először 1984 szeptemberében jelentettek meg, és azóta többször is újra kiadták. A 2005-ben kiadott digitálisan feljavított változat bónuszokat is tartalmaz. Az album a Frida – 4xCD 1xDVD című válogatás lemezen is megtalálható a promóciós klipek és videók mellett. Az album hivatalosan sosem jelent meg az Egyesült Államokban, de a WEA kiadta Kanadában. Ez volt Lnygstad utolsó angol nyelvű albuma.

## Előzmények
Az előző Something's Going On című sikeres album után egyértelmű volt hogy ennek a lemeznek a produceri munkáit is Phil Collins fogja vezetni, azonban együttesével, a Genesisszel elfoglaltságai miatt nem tudta végül vállalni, így átadta Steve Lillywhite producernek az album körüli teendőket.
A felvétel Franciaországban, Párizsban a Studios de la Grande Armée-ben kezdődött 1984. február 1.-én. A producer Steve Lillywhite volt, és 29 éves kora ellenére már ismert volt a Peter Gabriel, Rolling Stones, és az U2 előadókkal való munkájáról. A felvétel idején a Something's Going On és Shine című album is el akart távolodni a tipikus ABBA hangzástól, és új zenei irányzat felé terelte a felvételeket. Lillywhite-nek sikerült egy modernebb, és összetettebb hangzást létrehoznia, mely összetettebb, és jobb lett, mint előző albumán. A Frida – The DVD című összeállításban Frida azt nyilatkozta: "Talán ez az album egy kicsit túl korszerűre sikeredett abban az időben"

## Zene
A Shine című albumon olyan zeneszerzők közreműködtek, mint Stuart Adamson, Kirsty MacColl, Simon Climie a Climie Fisher zenekarból, valamint Pete Glenister, vagy Alison Moyet. Az album azért is egyedülálló, mert Lyngstad dalszerzőként is írt dalokat az albumra, úgy mint a "Don't Do It" és a "That's Tough" címűeket, és fia Hans Fredriksson is közreműködött társszerzőként. A "Slowly" című dalt Benny Andersson és Björn Ulvaeus írta, így ez az utolsó dal az ABBA zeneszerzők által kereskedelmi forgalomban megjelent kiadvány, melyet az ABBA női énekese rögzített.
A "Shine" című dal, valamint a "Twist In The Dark" és "Heart Of The Country" néhány országban kislemezen is megjelentek. A Shine című dal Svédországban, Norvégiában, és Belgiumban Top 10-es helyezett lett, Hollandiában pedig bekerült a legjobb 20 közé.

## Számlista
| 1. | "Shine"             | Kevin Jarvis, Guy Fletcher, Jeremy Bird | 4:39 |
| 2. | "One Little Lie"    | Simon Climie, Kirsty MacColl            | 3:44 |
| 3. | "The Face"          | Daniel Balavoine, Kirsty MacColl        | 3:40 |
| 4. | "Twist In The Dark" | Andee Leek                              | 3:43 |
| 5. | "Slowly"            | Björn Ulvaeus, Benny Andersson          | 4:34 |

| 1. | "Heart Of The Country"    | Stuart Adamson                               | 4:38 |
| 2. | "Come To Me (I Am Woman)" | Eddie Howell, David Dundas                   | 5:04 |
| 3. | "Chemistry Tonight"       | Pete Glenister, Simon Climie, Kirsty MacColl | 4:56 |
| 4. | "Don't Do It"             | Anni-Frid Lyngstad                           | 4:37 |
| 5. | "Comfort Me"              | Pete Glenister                               | 4:28 |

### 2005 remaster bónusz dalok
- "That's Tough" (Anni-Frid Lyngstad, Hans Fredriksson, Kirsty MacColl) – 5:03
- "Shine" (Extended Mix) (Kevin Jarvis, Guy Fletcher, Jeremy Bird) – 6:31

## Közreműködő előadók
- Anni-Frid Lyngstad – ének, háttérének
- Tony Levin – basszusgitár
- Pete Glenister  – elektromos és akusztikus gitár
- Stuart Adamson – elektromos gitár a "Heart Of The Country" című dalban
- Simon Climie – billentyűs hangszerek, szintetizátorok, csembaló, háttérének
- Mark Brzezicki – dobok
- Marc Chantreau – ütőhangszerek
- Rutger Gunnarsson  – basszus a "Shine" és"Chemistry Tonight" című dalokban
- Kirsty MacColl – háttérének

## A lemez elkészítésében közreműködtek
- Steve Lillywhite – felvételvezető
- Howard Gray – hangmérnök
- Frédéric Delafaye  – hangmérnök asszisztens
- David Edwards  – stúdió vezető
- Thomas Johansson  – albumkoordinátor
- Görel Hanser – albumkoordinátor
- Stikkan Andersson – producer
- Heinz Angermayr – fotók, borítófotók
- Cay Bond – stylist
- Digitális felvételek, és keverés Studios de la Grande Armée, Párizs, Franciaország
- 2005-ös remaszter Henrik Jonsson Masters of Audio Stúdió Stockholm.